# Michel Espagne
 (décembre 2014).
Si vous disposez d'ouvrages ou d'articles de référence ou si vous connaissez des sites web de qualité traitant du thème abordé ici, merci de compléter l'article en donnant les références utiles à sa vérifiabilité et en les liant à la section « Notes et références ».
Michel Espagne, né le 22 novembre 1952, est un germaniste et traducteur français, dont les travaux portent notamment sur l’histoire intellectuelle de l’Allemagne. Il est à l'origine de la notion de transfert culturel, étudiée d'abord dans le cadre des échanges historico-culturels entre la France et l'Allemagne au XVIIIe siècle et XIXe siècle.
Directeur de recherche au CNRS, il a été a la tête du labex TransferS (ENS-Collège de France-CNRS) et de l’UMR Pays germaniques-Transferts culturels/Archives Husserl (UMR 8547) jusqu'en 2018 et est, depuis 2019, responsable des relations internationales de l’EUR Translitteræ-PSL.

## Biographie
Germaniste et historien de la culture, ses travaux portent sur l’histoire intellectuelle de l’Allemagne aux XVIIIe et XIXe siècles et plus largement sur la théorie des transferts culturels.
Il s’est notamment consacré à l’étude de Heinrich Heine et de son contexte, puis à l’histoire des sciences humaines et notamment de la philologie, mais aussi de l’anthropologie, des études anciennes ou de la philosophie entre France et Allemagne, entre Allemagne et Russie, entre Allemagne et Grèce. Son attention s’est portée sur des lieux d’échanges particulièrement intenses : des universités (Göttingen), des régions (la Saxe) ou des routes commerciales (de l’Aquitaine à la Baltique). Il a également travaillé sur l’émergence et le développement de l’histoire de l’art  dans l’espace germanophone et ses liens avec la pensée esthétique.
Au cours des années passées il étudie particulièrement les formes de resémantisation et de réinterprétation liées au passage d’un contexte culturel et linguistique à un autre selon des axes synchronique ou diachronique. Il s’est ainsi attaché à transformer la question des transferts culturels en nouveau champ de recherche. Ce champ peut inclure aussi bien des enquêtes sur des personnes (les frères Humboldt comme incarnations de la circulation entre les continents) que sur la construction de disciplines (les orientalismes, les africanismes).
Il fait des études secondaires au Lycée Montaigne de Bordeaux et est admis en 1971 à l’École normale supérieure de la rue d’Ulm. Il étudie de 1972 à 1974 la germanistique, philologie et philosophie aux Universités de Tübingen et de Cologne. Sa maîtrise est alors consacrée à Maître Eckhart sous la direction de Georges Zink et une autre sur la tripartition de l’âme chez Platon sous la direction de Jacqueline de Romilly.
Agrégé d’allemand (1975), il effectue de 1976 à 1978 un séjour d’étude à l’Université de Sarrebruck. En 1977 il passe une thèse de IIIe cycle sur Robert Musil et Hermann Broch (Paris IV). Il entre l'année suivante au CNRS (ITEM).
En 1985, il fait une thèse de doctorat d’État sur le problème du panthéisme dans les manuscrits de Heinrich Heine (Paris IV) puis est habilité à diriger des recherches en 1987.
Il codirige de 1985 à 1995 un Groupement de recherche sur les transferts culturels franco-allemands et, depuis 1988, est directeur de Recherche au CNRS. Il fonde et codirige de 1995 à 1998 l’Unité de recherche Transferts. Histoire interculturelle du monde germanique.
Directeur de l’Unité mixte de recherche (CNRS/ENS) Pays germaniques : histoire, culture, philosophie (1998-2006) puis Directeur adjoint (2006-2009) et depuis 2010 de nouveau directeur de cette Unité mixte de recherche, il est depuis 1993 le codirecteur puis le directeur de la Revue germanique internationale dont il est le fondateur.
Membre du Comité national de la recherche scientifique (1991-2000 puis 2004-2012), il préside de 1995 à 2000 la section 35 Littérature et philosophie du CNRS et est membre du Conseil de département des Sciences de l’homme et de la société au CNRS).
En 2011, il est lauréat du Prix Humboldt-Gay Lussac.
Expert à la Deutsche Forschungsgemeinschaft, au Fonds national suisse, au Centre national des lettres, à la Mission scientifique et technique, ancien membre du CS du centre de recherche français de Jérusalem et de la Casa de Velázquez, du CS du Freiburg Institute for Advanced Studies, de la Stiftung Weimarer Klassik et du Centre Marc Bloch, responsable français d’un programme DFG/ANR « La dimension transnationale dans l’histoire franco-allemande des sciences humaines », coresponsable d’un programme ANR sur l’histoire des sciences sociales en Russie, il a été Directeur du labex TransferS (ENS-Collège de France-CNRS) de 2011 à 2018.

## Séries de publications / revues
Codirecteur ou directeur
- De l’Allemagne (CNRS-éditions)
- Revue germanique internationale
- Transferts (éditions Du Lérot)
- Bibliothèque franco-allemande (éditions du Cerf)
- Deutsch-französische Kulturbibliothek (Leipziger Universitätsverlag)
- Voix allemandes (éditions Belin)

Membre du conseil éditorial
- Comparativ
- Geschichte transnational
- Geschichte der Germanistik.

### Publications et traductions
- Moses Hess, Berlin, Paris, Londres (La Triarchie européenne). Présentation et traduction, Du Lérot, Tusson, 1988.
- Lettres d'Allemagne. Victor Cousin et les hégéliens. Introduction, édition des manuscrits et notes par Michel Espagne et Michael Werner, Du Lérot, Tusson, 1990.
- Le maître de langue. Les premiers enseignants d'allemand (1830-1850). En collaboration avec M. Werner et F. Lagier, Maison des Sciences de l'homme, Paris, 1991.
- Bordeaux-Baltique. La présence culturelle allemande à Bordeaux aux XVIIIe et XIXe siècles, Éditions du CNRS, Paris, 1991.
- Federstriche. Die Konstruktion des Pantheismus in Heines Arbeitshandschriften, Hoffmann und Campe, Hambourg, 1991.
- Le paradigme de l'étranger. Les chaires de Littérature étrangère au XIXe siècle, Cerf, Paris, 1993.
- Les juifs allemands de Paris à l'époque de Heine. La translation ashkénaze, PUF, Paris, 1996.
- De l'archive au texte. Recherches d'histoire génétique, PUF, Paris, 1998.
- Les transferts culturels franco-allemands, PUF, Paris, 1999, sommaire de l'ouvrage sur cairn.info [lire en ligne]

- Prix Saintour 2000 de l'Academie des sciences morales et politiques.
- Johann Georg Wille (1715-1808) Briefwechsel, Ed. par Élisabeth Décultot, Michel Espagne et Michael Werner, Niemeyer, Tübingen, 1999.
- Le creuset allemand. Histoire interculturelle de la Saxe aux XVIIIe et XIXe siècles, PUF, Paris, 2000.
- Friedrich Theodor Vischer, Le sublime et le comique. Projet d'une esthétique, Présentation et traduction, Kimé, Paris, 2002.
- En deçà du Rhin. L'Allemagne des philosophes français au XIXe siècle, Cerf, Paris, 2004.
- L’histoire de l’art comme transfert culturel. L’itinéraire d’Anton Springer, Paris, Belin, 2009.
- L’ambre et le fossile. Transferts germano-russes dans les sciences humaines XIXe – XXe siècle, Paris, Colin, 2014.
- Johann Gottfried von Herder, Une Métacritique de la Critique de la Raison pure (1799), trad. fr. Michel Espagne, Paris, PUF, coll. Épiméthée, 374 p., 2022  (ISBN 978-2130833758)

### Principales directions d'ouvrages collectifs
- Transferts culturels franco-allemands, Revue de Synthèse, avril-juin 1988, n° spécial dirigé par M. Espagne et M. Werner.
- Transferts. Les relations interculturelles dans l'espace franco-allemand. Textes réunis et présentés par M. Espagne et M. Werner. Editions Recherche sur les Civilisations, Paris 1988.
- Philologiques I. Contribution à l'histoire des disciplines littéraires en France et en Allemagne. Ed. par M. Espagne et M. Werner,  Maison des sciences de l'homme, Paris 1990.
- Von der Elbe bis an die Seine. Französisch-sächsischer Kulturtransfer im 18. und 19. Jahrhundert. Ed. par M. Espagne et M. Middell. Universitäts-Verlag, Leipzig 1993, réédition 1999.
- Philologiques III. Qu'est-ce qu'une littérature nationale ? Ed. par M. Espagne et M. Werner. Maison des sciences de l'homme, Paris 1994.
- De Winckelmann à Panofsky. L'Allemagne et l'histoire de l'art, Revue germanique internationale, 2/1994.
- Les études germaniques en France (1900-1970), sous la direction de M. Espagne et M. Werner. CNRS-éditions, Paris 1994.
- Le miroir allemand, Revue germanique internationale  4/1995.
- L’École normale supérieure et l'Allemagne, Leipziger Universitätsverlag, Leipzig 1996
- Philologiques IV. Transferts culturels triangulaires France-Allemagne-Russie, sous la direction de E. Dmitrieva et M. Espagne, Editions de la MSH, Paris 1996.
- Frankreichfreunde. Mittler des französisch-deutschen Kulturtransfers (1750-1850), sous la direction de M. Espagne et W. Greiling, Leipziger Universitätsverlag, Leipzig, 1996.
- Histoire culturelle, Revue germanique internationale 10/ 1998.
- Literatyrnii panteon : natsionalnyi i zarybejnyi, Ed. par E. Dmitrieva, V. Zemskov et M. Espagne. Moscou, Nasledie 1999.
- La poésie de Heinrich Heine. Sous la direction de M. Espagne et I. Kalinowski. CNRS Éditions, Paris, 2000.
- Archiv und Gedächtnis. Studien zur interkulturellen Überlieferung, Ed. par Michel Espagne, Katharina Middell et Matthias Midell, Leipziger Universitätsverlag, Leipzig, 2000.
- Kanuny i rubeji. Tipy pogranitchnykh epokh - tipy pogranitcnogo soznanija, Ed. par E. Dmitrieva, V. Zemskov, M. Espagne, IMLI Moscou 2002, 2 vol.
- Pour une économie de l’art. L’itinéraire de Carl Friedrich von Rumohr, Paris, Kimé, 2004
- L’horizon anthropologique des transferts culturels, Revue germanique internationale, 21/ 2004.
- Philhellénismes et transferts culturels dans l’Europe du XIXe siècle, Revue germanique internationale, 1-2/2005.
- Le prisme du Nord. Pays du Nord-France-Allemagne (1750-1920), Du Lérot, Tusson 2005.
- Dictionnaire du monde germanique (éd. avec Elisabeth Décultot et Jacques Le Rider), Bayard, Paris 2007.
- Les frères Reinach (éd. avec Sophie Basch et Jean Leclant), AIBL-De Boccard, Paris 2008.
- Hans-Erich Bödeker Philippe Büttgen et Michel Espagne (éds.), Die Wissenschaft vom Menschen in Göttingen um 1800, Vandenhoeck & Ruprecht, Göttingen 2008. Version française : Göttingen vers 1800. L’Europe des sciences de l’homme, Paris, Cerf, 2010.
- Johann Georg Wille (1715-1808) et son milieu. Un réseau européen de l’art au XVIIIe siècle (éd. avec E. Décultot et François-René Martin), École du Louvre, Paris 2009.
- Villes baltiques. Une mémoire partagée, (coédité avec Thomas Serrier), Revue germanique internationale, 11/2010
- Franz Theodor Kugler. Deutscher Kunsthistoriker und Berliner Dichter (éd. avec Bénédicte Savoy et Céline Trautmann-Waller), Akademie Verlag, Berlin, 2010
- Dictionnaire des historiens d’art allemands (éd. avec Bénédicte Savoy), CNRS-éditions, Paris, 2010.
- Hermann Usener und die Metamorphosen der Philologie (éd. par Michel Espagne et Pascale Rabault-Feuerhahn, Harrassowitz), Wiesbaden, 2011.
- Evropeiskie sudby kontsepta kultury (éd. par E. Dmitrieva, M. Espagne, S. Serebrianny et V. Zemscov, IMLI), Moscou, 2011.
- Sophie Basch, Pierre Chuvin, Michel Espagne, Nora Şeni, Jean Leclant, éds. L’orientalisme, les orientalistes et l’empire ottoman de la fin du XVIIIe à la fin du XXe siècle, Paris AIBL, 2011.
- La philologie allemande, Figures de pensée, édité en collaboration avec Sandrine Maufroy, Revue germanique internationale, 14/2011.
- L’itinéraire de Tran Duc Thao (éd. Par J. Benoist et M. Espagne) Paris, Armand Colin, 2013
- Franz Boas. Le travail du regard (éd. Par M. Espagne et I. Kalinowski) Paris, Armand Colin, 2013
- La romanistique allemande. Un creuset transculturel (coédité avec Hans-Jürgen Lüsebrink), Revue germanique internationale, 19/2014.
- Conférences chinoises de la Rue d’Ulm (2014-2016). (dir. M. Espagne et Jin G.) Paris : Demopolis, 2017.
- Hanoi-Paris. Un nouvel espace des sciences humaines (dir. Espagne, Michel ; Nguyen, Ba Cuong ; Nguyen, Thi Hanh) Kimé 2020.
- Conférences chinoises de la Rue d’Ulm (2017-2019). (dir. Jin, Guangyao ; Espagne, Michel ; Lefebvre, Romain) Kimé 2020.